# Die phantastische Reise nach Terra-Gon
Die phantastische Reise nach Terra-Gon (Untertitel: Das Sirius-Rätsel) ist ein Adventure-Computerspiel. Der Spieler muss surreale, dreidimensional modellierte Umgebungen erforschen, zahlreiche Maschinen bedienen und Schritt für Schritt viele kleine logisches Puzzles sowie ein allumfassendes zusammensetzen. Es ähnelt sehr dem Spiel Myst und nennt sich selbst ein mystisches und surrealistisches Science-Fiction-Abenteuer.

## Handlung
Im Jahr 2442 wird die Erde durch den Halleyschen Kometen aus ihrer Bahn geworfen und trudelt in Richtung Sonne. Fast die gesamte Menschheit stirbt bei dieser Katastrophe, nur eine Handvoll Menschen können sich in unterirdische Bunker retten. Einer von ihnen ist Professor Oman Tempel, Erfinder einer Zeitmaschine, die bis zu 150 Millionen Jahre vor unsere Zeit reicht. Tempel stellt die Theorie auf, dass ein alter afrikanischer Stamm Kontakt zu Aliens hatte. Mit Hilfe von Tempels Zeitmaschine soll der Spieler nach Afrika reisen, um mit Hilfe des Wissens der Außerirdischen einen Weg zur Rettung der Erde zu suchen. Kultstätten wie beispielsweise Stonehenge, Nazca, eine der Osterinsel ähnliche Insel, Pyramiden, Orakel, Nepal und auch der Planet Mars müssen dabei besucht werden.

## Spielprinzip und Technik
Die phantastische Reise nach Terra-Gon ist ein 1st-Person-Adventure, das heißt, die Darstellung des Geschehens erfolgt aus der Perspektive des Spielers. Gezeigt wird dabei immer ein vorgerendertes Standbild, das die jeweilige Spielumgebung in der momentanen Blickrichtung zeigt. Über ein statisches Menü am unteren Bildschirmrand kann sich der Spieler um 90° nach links oder rechts drehen (was einen entsprechend anderen Ausschnitt der Spielumgebung anzeigt) oder sich vorwärtsbewegen. Es handelt sich um ein Point-and-Click-Adventure; mit Hilfe des Mauszeigers kann der Spieler mit Objekten der Spielumgebung interagieren. NPCs kommen im Spiel nicht vor; die Hintergrundgeschichte erschließt sich dem Spieler durch über das Spiel verstreute Tagebucheinträge Oman Tempels.

## Produktionsnotizen
Der beigefügte Soundtrack The Sounds of Terra-Gon beinhaltet die folgenden sieben Musikstücke: Good bye (5:33), Through The Skies (5:46), Terra-Gon (5:44), Stonehenge (5:16), The Beginning (7:34), Moon (2:03) und Time (4:12).

## Rezeption
Die PC Joker bewertete Die phantastische Reise nach Terra-Gon insgesamt als "unterhaltsame Erfahrung", kritisierte aber eine antiquierte Präsentation, mäßige Animationen und unübersichtliche Labyrinthe. Die PC Games notierte "gruselige" Rätsel und "peinliche" Rechtschreibfehler und wertete, dass Die phantastische Reise nach Terra-Gon "nicht mal im entferntesten an das große Vorbild" Myst heranreiche. Die PC Player sah schon in der Prämisse des Spiels, dass ausgerechnet der Spieler ausgewählt wird, die Erde zu retten, ein Logikproblem und kritisierte in der Folge eine „schlecht durchdachte“ Steuerung sowie inhaltlich unzusammenhängende Spielabschnitte. In Summe sei es wünschenswert, dass Die phantastische Reise nach Terra-Gon „für immer in den Tiefen des Universums verschwinde“.